# Зарафшан (град)
 Тази статия е за град Зарафшан.  За реката в Узбекистан вижте Зарафшан.  
Зарафшан (на узбекски: Zarafshon или Зарафшон, в превод „златоносен“) е град в централната част на Навойска област, Узбекистан. Разположен е в пустинята Къзълкум.
В града се намира Навойския минно-металургичен комбинат. Летище Зарафшан, което се намира в града е облсужвано от Авиолинии Узбекистан.